# Городское поселение рабочий посёлок Колышлей
Городско́е поселе́ние рабочий посёлок Колышлей — муниципальное образование в Колышлейском районе Пензенской области Российской Федерации.
Административный центр — рабочий посёлок Колышлей.

## История
Статус и границы городского поселения установлены Законом Пензенской области от 2 ноября 2004 года № 690-ЗПО «О границах муниципальных образований Пензенской области».

## Население
| 2010  | 2012  | 2013  | 2014  | 2015  | 2016  | 2017  |
| ----- | ----- | ----- | ----- | ----- | ----- | ----- |
| 9363  | ↘9332 | ↘9260 | ↘9116 | ↘9070 | ↘8954 | ↘8942 |
| 2018  | 2021  |       |       |       |       |       |
| ↘8859 | ↗8885 |       |       |       |       |       |

## Состав городского поселения
| № | Населённый пункт | Тип населённого пункта                  | Население |
| - | ---------------- | --------------------------------------- | --------- |
| 1 | Колышлей         | рабочий посёлок, административный центр | ↗7978     |
| 2 | Родниковский     | посёлок                                 | ↘1002     |
| 3 | Ягодный          | посёлок                                 | 49        |